# スコット・ウォー
スコット・ウォー（Scott Waugh、1970年または1971年 - ）は、アメリカ合衆国の映画監督、プロデューサー、元スタントマン。2012年の戦争映画『ネイビー・シールズ』をマイク・マッコイと共に監督したことで知られている。また、映画化された『ニード・フォー・スピード』の監督も務めている。2012年のパームスプリングス国際映画祭では、「注目すべき10人の監督」賞を受賞している。
なお『アンドリューNDR114』には長女グレースのボーイフレンド役として出演している。
リック・ローマン・ウォーの実弟。

## 製作作品

### 映画
| 年   | 題名                                          | 役割 | 役割       | 役割 |
| 年   | 題名                                          | 監督 | 製作       | 編集 |
| ---- | --------------------------------------------- | ---- | ---------- | ---- |
| 2003 | ステップ・イントゥ・リキッド Step into Liquid | No   | 共同製作   | No   |
| 2007 | Navy SWCC                                     | Yes  | Yes        | Yes  |
| 2012 | ネイビー・シールズ Act of Valor               | Yes  | Yes        | Yes  |
| 2014 | ニード・フォー・スピード Need for Speed       | Yes  | 製作総指揮 | Yes  |
| 2017 | マイナス21℃ 6 Below: Miracle on the Mountain  | Yes  | Yes        | Yes  |
| 2023 | プロジェクトX-トラクション Hidden Strike      | Yes  | Yes        | No   |
| 2023 | エクスペンダブルズ ニューブラッド Expend4bles | Yes  | No         | No   |
| TBA  | Runner                                        | Yes  | Yes        | No   |